# Покрајински избори у Војводини 2000.
Избори за посланике у Скупштину Аутономне Покрајине Војводине одржани су 24. септембра и 8. октобра 2000. године.
Избори су извршени у 120 изборних јединица.

## Резултати
| Листе                                                | Мандати |
| ---------------------------------------------------- | ------- |
| Демократска опозиција Србије                         | 101     |
| Савез војвођанских Мађара                            | 14      |
| Социјалистичка партија Србије - Југословенска левица | 2       |
| Демократска странка војвођанских Мађара              | 1       |
| Војвођанска демократска опозиција                    | 1       |
| Групе грађана                                        | 1       |
| Укупно                                               | 120     |